# Kleiner Klebeband

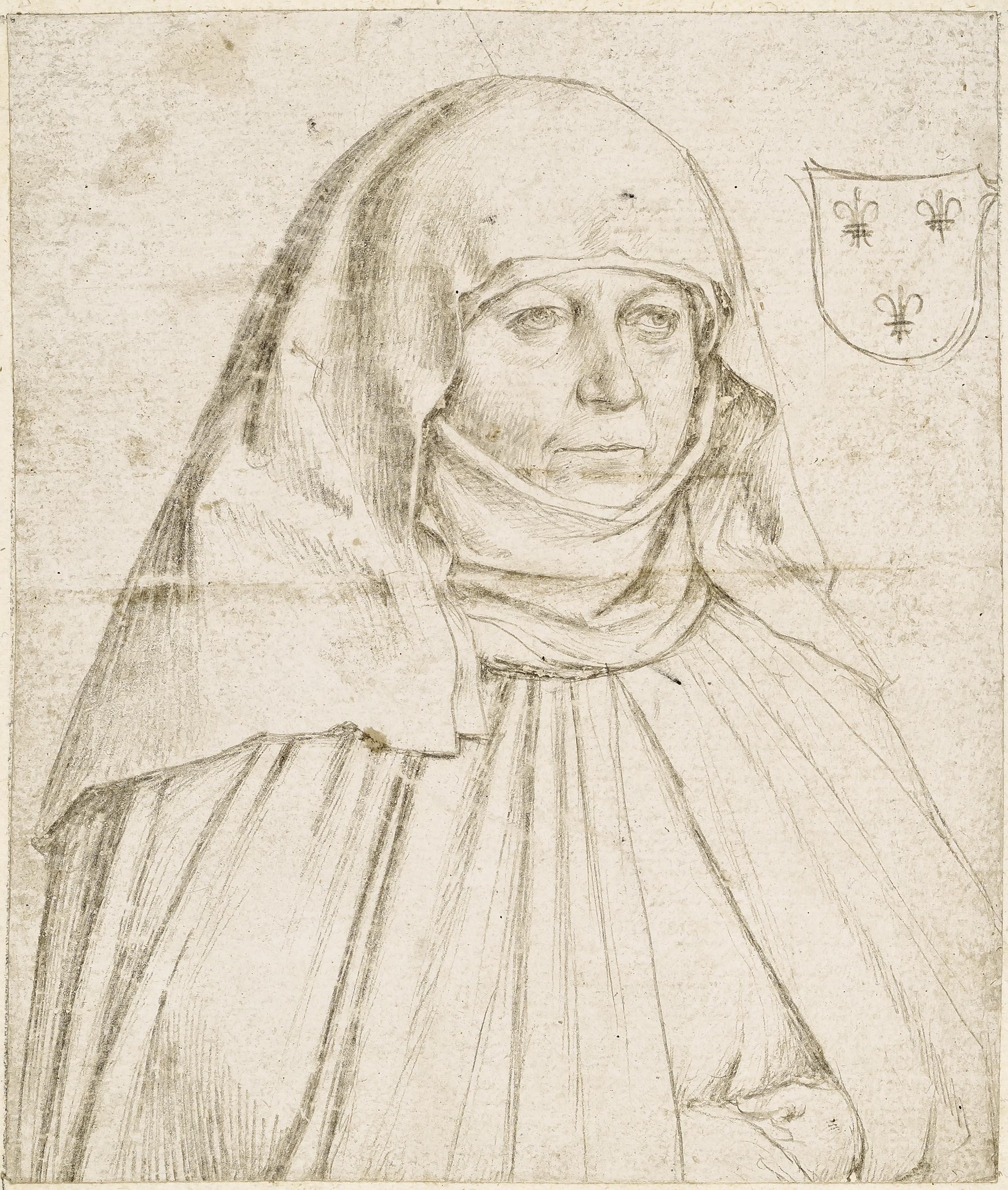
Bildnis der Nonne Veronika Vetter (Hans Holbein der Ältere, ca. 1499)

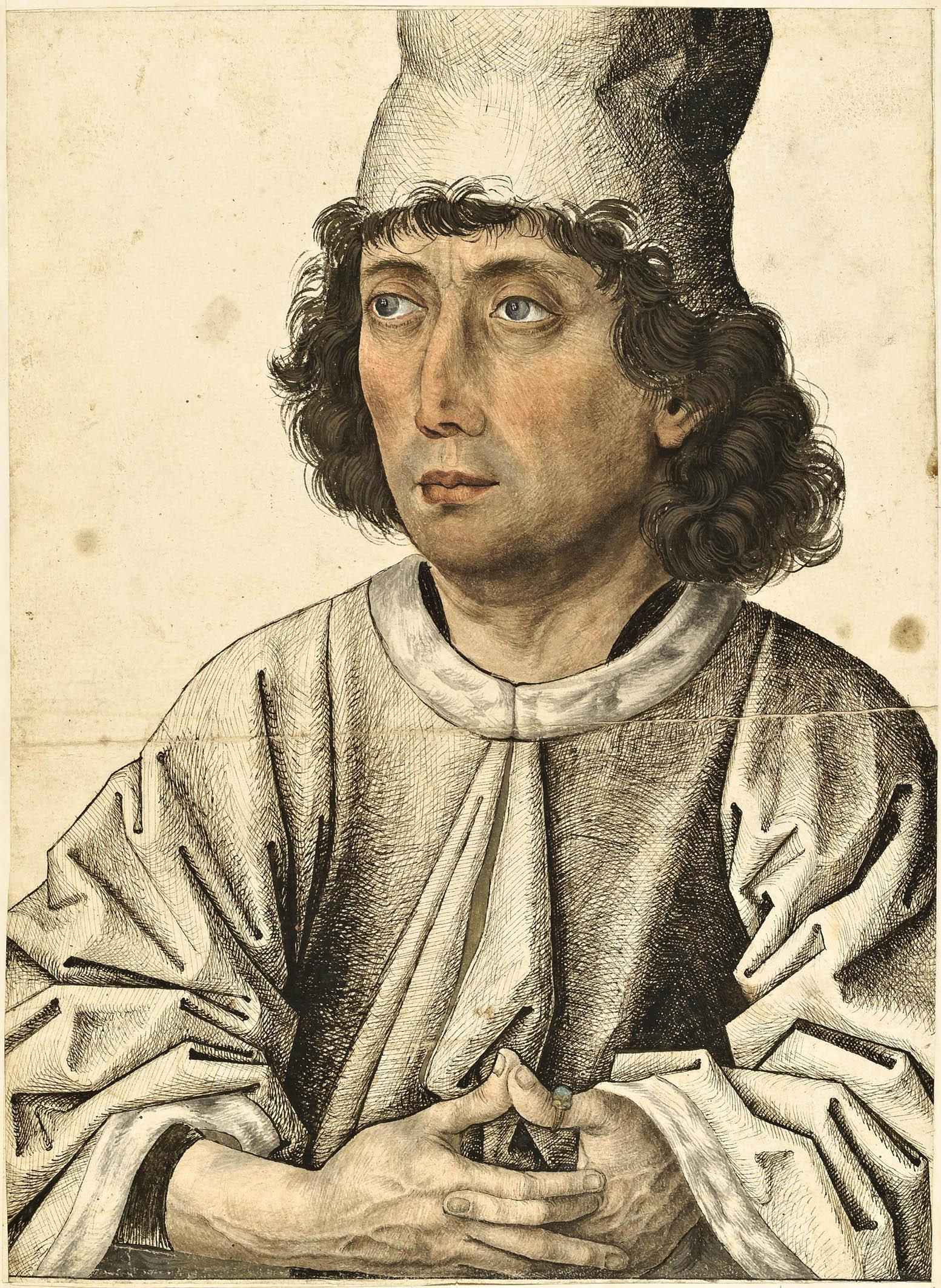
Bildnis eines jungen Mannes (anonym, ca. 1475)

Der Kleine Klebeband ist eine Sammlung von über 120 Zeichnungen aus der Spätgotik und Dürer-Zeit, die in einem ledernen Einband zusammengefasst sind. Sie gilt als eine der wichtigsten Referenzsammlungen deutscher Zeichenkunst des 14. und 15. Jahrhunderts und ist zudem die älteste erhalten gebliebene private deutsche Zeichnungssammlung.
Die Zeichnungen des Kleinen Klebebands wurden ab 1650 von Maximilian Willibald von Waldburg-Wolfegg (1604–1667) gesammelt und waren seitdem Bestandteil des von ihm gegründeten Wolfegger Kabinetts. Dieses umfasste zum Zeitpunkts seines Todes „wohl rund 120.000 Blätter“, darunter vor allem Kupferstiche, Radierungen, Holzschnitte und Handzeichnungen. Im 19. Jahrhundert wurden die 120 Zeichnungen dann in einem ledernen Einband zusammengefasst. Im Oktober 2011 erwarben das Kupferstichkabinett der Berliner Museen und die Kunstsammlungen & Museen Augsburg gemeinsam den Kleinen Klebeband von der Familie Waldburg-Wolfegg, im Dezember 2011 wurde es erstmals der Öffentlichkeit im Rahmen einer Sonderausstellung zugänglich gemacht.
Neben den Zeichnungen deutscher Künstler enthält der Klebeband auch einige Zeichnungen italienischer und niederländischer Meister. Zu seinen bedeutendsten Zeichnungen zählen Arbeiten von Hans Holbein dem Älteren und seiner Augsburger Werkstatt, sowie ein anonymes Porträt eines jungen Mannes aus dem Jahre 1475, das Peter Halm einmal als die „vollendetste deutsche Bildniszeichnung vor Dürer“ bezeichnete. Früher wurde dieses  Porträt dem Tiroler Maler Michael Pacher zugeschrieben, während es heute mit dem Meister des Mornauer-Porträts in Verbindung gebracht wird.